# Frontera entre l'Iran i els Emirats Àrabs Units
La frontera entre l'Iran i els Emirats Àrabs Units és la frontera marítima que separa l'Iran dels Emirats Àrabs Units i està formada per dos segments. El primer es troba al golf Pèrsic al llarg de la costa nord de l'emirat d'Abu Dhabi. Les reivindicacions territorials sobre tres illes (Tunb Gran i Petita, i Abu Musa) a l'estret d'Ormuz i el golf Pèrsic enfronten els emirats amb l'Iran. Una part d'aquesta frontera fou objecte d'un tractat signat en 1974.
La península de Musandam pertany al sultanat d'Oman i li permet ser la clau a l'estret d'Ormuz. A la costa est, altres emirats tenen una façana al golf d'Oman sense un acord formal sobre la zona econòmica vinculada.

## Tractat de 1974
L'agost de 1974 es va formalitzar un tractat amb una línia de demarcació en 5 punts
- Punt 1: 25º38'13"N, 54º05'16"E.
- Punt 2: 25º39'55"N, 54º26'18"E.
- Punt 3: 25º41'35"N, 54º30'25"E.

l'arc de cercle entre els dos punts coincideix amb el límit territorial situa a 12 milles de Sirri
- Punt 4: 25º47'20"N, 54º44'50"E.
- Punt 5: 25º47'30"N, 54º45'07"E.